# 特里宰莱博讷瓦勒
特里宰莱博讷瓦勒（法語：Trizay-lès-Bonneval，法語發音：[tʁizɛ lɛ bɔnval]，意为“博讷瓦勒附近的特里宰”）是法国厄尔-卢瓦省的一个市镇，属于沙托丹区。

## 地理
特里宰莱博讷瓦勒（48°12'3"N, 1°20'8"E）面积9.77 平方千米，位于法国中央-卢瓦尔河谷大区厄尔-卢瓦省，该省份为法国北部内陆省份，北起顺时针与厄尔省、伊夫林省、埃松省、卢瓦雷省、卢瓦-谢尔省、萨尔特省和奧恩省接壤。
与特里宰莱博讷瓦勒接壤的市镇（或旧市镇、城区）包括：索姆赖、阿吕、博讷瓦勒、蒙塔尔维尔、当若。

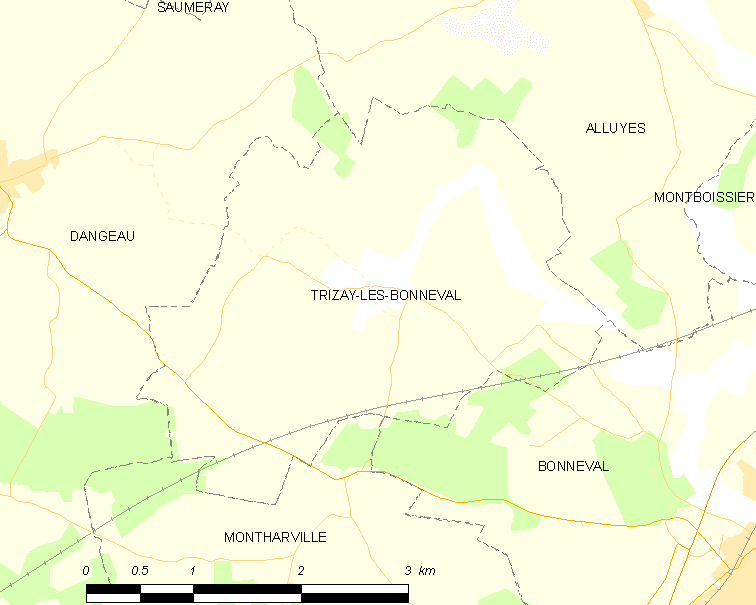
特里宰莱博讷瓦勒的OSM定位图

特里宰莱博讷瓦勒的时区为UTC+01:00、UTC+02:00（夏令时）。

## 行政
特里宰莱博讷瓦勒的邮政编码为28800，INSEE市镇编码为28396。

## 政治
特里宰莱博讷瓦勒所属的省级选区为沙托丹县。

## 人口

1962-2008年间特里宰莱博讷瓦勒人口变化图示

特里宰莱博讷瓦勒于2022年1月1日时的人口数量为318人。